# 坂和章平
坂和 章平（さかわ しょうへい、1949年1月26日 - ）は、日本の弁護士。愛媛県松山市生まれ。映画評論家としても活動している。

## 経歴
愛光中学校・高等学校に学び、1971年に大阪大学法学部卒業。学生時代は、「「活動家」として、ガリ版のビラ作りとアジ演説に明け暮れた」という。同年、司法試験に合格し、司法修習26期を経て、1974年に大阪弁護士会弁護士登録。
大阪モノレール訴訟（1982年 - 1994年）、阿倍野再開発訴訟（1984年 - 1988年）、門真市一番柳田町北土地区画整理事業訴訟（1990年 - 1996年）、アルネ津山訴訟（2002年 - 2005年）など、都市開発に関わる訴訟を手がけた。
1995年、阪神・淡路大震災に際しては、直後から復興後のまちづくりについて積極的に発言、寄稿するとともに、芦屋中央地区まちづくり協議会顧問となって市街地の復興に関与した。
2001年、「弁護士活動を通した都市計画分野における顕著な実践および著作活動」に対し社団法人日本都市計画学会「石川賞」を、また、『実況中継 まちづくりの法と政策』に対し社団法人日本不動産学会「実務著作賞」を受賞した。
2002年に私家版の映画評論文集を発刊し、以降、映画評論多数を発表する。2007年からは『大阪日日新聞』に映画評コラム「弁護士坂和章平のLAW DE SHOW」を連載し、ブログでも取り上げる一方、それを取りまとめた評論集を多数刊行している。2023年、在大阪中華人民共和国総領事館広報アドバイザー。

## 著書

### 単著
- 都市づくり・弁護士奮闘記、都市文化社、1990年、ISBN 978-4924720138
- 実況中継まちづくりの法と政策、日本評論社、2000年、ISBN 978-4535512382
- 実況中継まちづくりの法と政策 PART II、日本評論社、2002年、ISBN 978-4535513365
- 注解マンション建替え円滑化法 : 「付」改正区分所有法等の解説、青林書院、2003年、ISBN 978-4417013419
- 実況中継まちづくりの法と政策 PART III、日本評論社、2004年、ISBN 978-4535514423
- Q&Aわかりやすい景観法の解説、新日本法規出版、2005年、ISBN 978-4788207288
- 実務 不動産法講義（実務法律講義）、民事法研究会、2005年、ISBN 978-4896282511
- いまさら人に聞けない「交通事故示談」かしこいやり方（基礎知識と実務がマスターできるいまさらシリーズ）、セルバ出版、2005年、ISBN 978-4901380393
- 実況中継まちづくりの法と政策 PART 4、文芸社、2006年、ISBN 978-4286016603
- 建築紛争に強くなる!建築基準法の読み解き方―実践する弁護士の視点から、民事法研究会、2007年、ISBN 978-4896284034
- 津山再開発奮闘記 実践する弁護士の視点から、文芸社、2006年、ISBN 978-4286045474
- 名作映画から学ぶ裁判員制度、河出書房新社、2010年、ISBN 978-4309908694
- 名作映画には「生きるヒント」がいっぱい！、2010年、ISBN 978-4309908991
- 眺望・景観をめぐる法と政策、2012年、ISBN 978-4896287691

- SHOW-HEY シネマルーム　シリーズ：「SHOW-HEYシネマルーム1」は、2002年に私家版で出版
  - 社会派熱血弁護士、映画を語る - SHOW-HEYシネマルーム2、オール関西、2003年、ISBN 978-4901125048
  - 社会派熱血弁護士、映画を語る - Show-heyシネマルーム3、オール関西、2004年、ISBN 978-4901125055
  - ナニワのオッチャン弁護士、映画を斬る! - SHOW-HEYシネマルーム4、文芸社、2004年、ISBN 978-4835581439
  - 坂和的中国電影大観 - SHOW-HEYシネマルーム5、オール関西、2004年、ISBN 978-4901125062
  - ナニワのオッチャン弁護士、映画を斬る! - SHOW-HEYシネマルーム7、文芸社、2005年、ISBN 978-4286002989
  - ナニワのオッチャン弁護士、映画を斬る! - SHOW-HEYシネマルーム8、文芸社、2006年、ISBN 978-4286008035 - 韓国映画特集
  - ナニワのオッチャン弁護士、映画を斬る! - SHOW-HEYシネマルーム9、文芸社、2006年、ISBN 978-4286015101
  - ナニワのオッチャン弁護士、映画を斬る! - SHOW-HEYシネマルーム10、文芸社、2006年、ISBN 978-4286019666
  - ナニワのオッチャン弁護士、映画を斬る! - SHOW-HEYシネマルーム11、文芸社、2007年、ISBN 978-4286023779
  - ナニワのオッチャン弁護士、映画を斬る! - SHOW-HEYシネマルーム12、文芸社、2007年、ISBN 978-4286028705
  - ナニワのオッチャン弁護士、映画を斬る! - SHOW-HEYシネマルーム13、文芸社、2007年、ISBN 978-4286035406
  - ナニワのオッチャン弁護士、映画を斬る! - SHOW-HEYシネマルーム14、文芸社、2007年、ISBN 978-4286037783
  - ナニワのオッチャン弁護士、映画を斬る! - SHOW-HEYシネマルーム15、文芸社、2008年、ISBN 978-4286043937
  - ナニワのオッチャン弁護士、映画を斬る! - SHOW-HEYシネマルーム16、文芸社、2008年、ISBN 978-4286047430
  - 坂和的中国電影大観2 ナニワのオッチャン弁護士、映画を斬る! SHOW-HEYシネマルーム17、2008年、ISBN 978-4286045962
  - ナニワのオッチャン弁護士、映画を斬る! - SHOW-HEYシネマルーム18、文芸社、2008年、ISBN 978-4286054117
  - ナニワのオッチャン弁護士、映画を斬る! - SHOW-HEYシネマルーム19 韓国映画特集2、文芸社、2008年、ISBN 978-4286054124
  - ナニワのオッチャン弁護士、映画を斬る! - SHOW-HEYシネマルーム20、文芸社、2009年、ISBN 978-4286063386
  - ナニワのオッチャン弁護士、映画を斬る! - SHOW-HEYシネマルーム21、文芸社、2009年、ISBN 978-4286069807

### 共著
- （岡村泰郎、中井康之との共著）岐路に立つ都市再開発 : 弁護士からの実践的プロポーザル、都市文化社、1987年、ISBN 978-4924720893
- （森恵一、中井康之、岡村泰郎との共著）震災復興まちづくりへの模索―弁護士からの実践的提案、都市文化社、1987年、ISBN 978-4887141667
- （中井康之との共著）まちづくり法実務体系、新日本法規出版、1996年、ISBN 978-4788248137
- （中井康之との共著）Q&A改正都市計画法のポイント、新日本法規出版、2000年、ISBN 978-4788203075